# 尤斯利
尤斯利（英語：Yiewsley，發音：/ˈjuːzli/ YOOZ-lee，又譯尤兹利）是位于英国伦敦希灵登区的大型郊区村庄，坐落於該區行政中心阿克斯橋以南2英里（3.2）。該地區曾是米德尔塞克斯希灵登教区的古老chapelry。2011年選區人口为12,979人。